# Roberto Tesouro
Roberto Tesouro (8 de mayo de 1929; Buenos Aires, Argentina - 13 de julio de 2010; Buenos Aires, Argentina) fue un exfutbolista argentino que se desempeñaba como defensor central o izquierdo.

## Clubes
| Club        | País      | Año         |
| ----------- | --------- | ----------- |
| River Plate | Argentina | 1951 - 1956 |

## Palmarés

### Campeonatos nacionales
| Título                        | Club        | País      | Año  |
| ----------------------------- | ----------- | --------- | ---- |
| Primera División de Argentina | River Plate | Argentina | 1952 |
| Primera División de Argentina | River Plate | Argentina | 1953 |
| Primera División de Argentina | River Plate | Argentina | 1955 |
| Primera División de Argentina | River Plate | Argentina | 1956 |